# 페라라 전쟁
페라라 전쟁(이탈리아어: Guerra di Ferrara, 1482년~1484년) 또는 소금 전쟁(이탈리아어: Guerra del Sale)은 페라라 공작 에르콜레 1세와 베네치아-교황 동맹군 사이에서 벌어진 전쟁이다. 이 전쟁은 1484년 8월 7일에 바뇰로 조약으로 종료되었다.

## 외교적 배경

이탈리아 지도 (1494년)

1478년에 벌어진 파치 음모사건으로 인해 피렌체는 교황령과 나폴리 등으로 구성된 연합군의 침공을 받았고 매우 불리한 전쟁을 치르게 되었다. 전쟁 중에 주변 동맹국들의 제대로 된 지원을 받을 수 없었던 피렌체는 연이은 패전으로 곤란한 상황에 처하게 되었고, 피렌체의 실권자인 로렌초(1449~92)는 나폴리국왕 페르디난도 1세와 대담한 외교전을 통하여 1480년에 종전과 함께 평화를 이끌어냈다. 그러나 예기치 못한 이 평화는 베네치아와 교황 식스토 4세의 추종자들 모두를 매우 불만스럽게 만들었다.
한편 베네치아는 1479년에 콘스탄티노플 조약을 통하여 오스만 튀르크와의 16년동안 이어진 오랜 분쟁을 종결시키고 국내 문제와 이탈리아 반도 내에서 벌어지는 갈등 해결에 집중할 수 있게 되었다. 국경을 따라 형성되어 있는 주요 거점에서 발생하는 통상적인 작은 마찰뿐만 아니라, 베네치아가 상업적인 협정을 기반으로 점유하던 소금 무역을 두고 분쟁이 있었다.
에르콜레 1세 데스테가 통치하던 페라라는 코마키오에 있는 제염소를 장악하기 시작하였다. 이는 베네치아에 대한 위협으로 나타났다. 베네치아는 이몰라와 포를리의 군주 지롤라모 리아리오의 지원을 받고 있었다. 교황 식스토 4세의 조카인 리아리오는 1480년 9월 포를리의 전략적 요충지를 차지하였고 이에 대해 재빠르게 교황청의 승인을 받아낸 후 델라 로베레 가문(교황 식스토 4세의 출신가문)의 영지의 확장을 위하여 페라라를 예의 주시하고 있었다.
1482년 초에 발생한 전쟁의 명분은 특혜에 대한 사소한 위반 시비였다. 베네치아는 페라라에 베네치아인 지역 사회를 보호하기 위해 비스도미니오라는 고위 신분을 지닌 대표를 파견하였다. 1481년, 채무 불이행을 이유로 성직자를 체포하자 이를 권한 남용으로 판단한 페라라 주교는 대리인을 통해 비스도미니오를 파문한 후 페라라에서 그를 추방하였다. 그러자 이것을 전쟁의 구실로 삼았다.
베네치아와 동맹을 맺은 교황령군과 리아리오 측은 제노바 공화국, 몬페라토 후작 굴리엘모 8세 델 몬페라토의 지원을 받았다. 페라라 측은 우르비노 공작 페데리코 다 몬테펠트로의 지휘를 받는 페라라군, 남쪽으로부터 교황령을 침입한 에르콜레의 장인 페르디난도 1세 디 나폴리의 아들 칼라브리아의 알폰소, 거기에 밀라노의 루도비코 일 모로가 보낸 군대와 베네치아 본토 정책에 위협을 받은 만토바의 페데리코 1세 곤차가와 볼로냐의 조반니 2세 벤티볼리오 두 도시의 군주들이 보낸 부대들이 있었다.

## 전쟁 과정
콘도티에로 로베르토 산세베리노가 이끈 베네치아군은 북쪽으로부터 페라라 영토를 공격했으며, 맹렬하게 아드리아를 약탈하였고, 신속히 코마키오를 통과하였으며, 해수 소택지의 끝에 있는 아르젠타를 공격하였고 5월에 피카롤로(6월 29일에 함락)와 로비고(8월 17일에 함락)에 공성전을 벌였다.
베네치아군은 포강을 넘어 1482년 11월 이전에 페라라 성벽에 도달하였고 공성전을 벌였다. 식스토 4세는 이탈리아 북부의 본토의 베네치아가 강력한 위치를 갖는 것에 불안감을 갖고, 전쟁이 진전되던 때, 마음을 바꾸기로 하였다.
교황령에서는 콜론나 가문이 이 혼란스러운 상황을 이용하였으며, 그들의 적인 델라 로베레 싸움을 벌였다. 하지만 가장 중요했던 싸움은 1482년 8월 21일 벨레트리 인근에서 벌어진 캄포모르토 전투였으며, 거기에서 나폴리군은 로베르토 말라테스타에게 완패하였고 칼라브리아 공작은 그의 튀르크인 부대에게 극적으로 구출되었다. 또한 일부 오르시니 가문의 성들도 교황령의 손으로 떨어졌으나, 그곳에서 발생한 말라리아로 전투가 실패하고, 로베르토 말라테스타는 9월 10일 로마에서 사망하고 라치오에 있는 교황령 영토는 완전히 와해되고 만다. 식스토 4세는 11월 28일에 나폴리와 단독 강화를 맺었고 평화 조약은 12월 12일에 이뤄졌다.
베네치아 대사의 철수와 파문 위협과 함께 베네치아에 전쟁을 중단하라는 교황의 간청은 완강하게 거절당하였으며, 1483년 5월 식스토 4세의 베네치아 파문 명령이 내려졌다. 식스토 4세는 비르지니오 오르시니 지휘하의 교황군의 도움을 받아 알폰소와 그의 군대에게 교황의 최근까지의 동맹군들을 상대로 페라라를 방어하러 가는 이들에게 자유 통행권을 약속하였다. 피렌체 파견대 역시도 도착하며, 에스테 가문의 전운은 나아지기 시작하였다.
견제 작전을 위해, 베네치아는 비스콘티 가문의 계승 권리를 지원하겠다는 핑계로 로베르토 산세베리노를 밀라노 공국 침략에 보냈지만, 그 작전은 밀라노 영토를 약탈하던 로베르토가 알폰소에게 반격을 당하면서 실패하고 만다. 전쟁은 가속도를 잃기 시작하고 만다.

## 바뇰로 조약
전쟁은 1484년 8월 7일에 체결된 바뇰로 조약으로 종결되었다. 에르콜레 공작은 전쟁 초기에 패배를 했었던 폴레시네의 로비고를 양도하였으며, 베네치아군은 점령했던 페라라 영토에서 철수를 하였다. 에르콜레 공작은 에스테 가문의 터전인 페라라가 교황령에 흡수되는 것을 막았다.
식스토 4세는 영토적 확장 야망의 기회를 지녔던 베네치아군에 의한 연승으로 평화를 유지하려 하였고 조그마한 핑계로 페라라에 전쟁을 선포하고 말았다. 피렌체, 나폴리, 만토바, 밀라노, 볼로냐는 페라라 측에 섰었고, 한편 교황령군은 페라라를 돕기 위해 북쪽으로 향하던 나폴리군은 억제하였으며, 로마의 캄파냐는 콜론나 가문에 의해 압력을 받았고, 밀라노는 제노바와 싸우느라 정신이 없었으며, 베네치아는 페라라를 굶주림에 빠뜨리기 위해 포위를 벌였다. 베네치아가 페라라를 점령할 준비를 하자, 이전의 동맹을 두려워한 교황은 나폴리와 조약을 맺으며, 갑작스럽게 편을 바꿨고 나폴리군은 그의 영토를 통과하는 허락을 받아, 페라라를 지원할 기회를 얻었고 포위를 풀어냈다. 동시에 교황은 베네치아를 파문했으며, 모든 이탈리아 국가들이 그들을 상대로 전쟁을 선포해야 한다고 부추켰다.
바뇰로 평화 조약으로 로비고와 비옥한 포강 삼각주 지역을 할양받으며, 베네치아의 테라 페르마 확장 정책을 확인하였다. 이 획득은 베네치아 영토의 정점을 확인한 바뇰로에서 체결되었으며, 베네치아는 15세기 후반에 그런 거처럼 이렇게 넓은 영토를 통제하거나 영향력을 주지 못하였다.
그럼에도 불구하고, 식스토 4세는 그의 협의가 없이 체결된 것에 불쾌했다.
"이 소식은 말 그대로 식스토 4세를 죽였다. 대사들이 그에게 선안한 조약의 기간 동안에 그는 폭력 사태로 던져졌으며, 한 차례 부끄러움과 굴욕 속에 평화가 선언되었다. 그의 심장에 도달한 그가 고통받았던 통풍으로, 1484년 8월 12일 다음날에 그는 사망하였다."
페라라 전쟁은 무명의 시인이 만든 La guerra di Ferrara의 주제로도 사용되었다.

## 같이 보기
- 롬바르디아 전쟁
- 이탈리아 전쟁